# Boulder Point
Der Boulder Point ist die südliche Landspitze der Stonington-Insel vor der Fallières-Küste des Grahamlands auf der Antarktischen Halbinsel.
Erstmals kartiert wurde er 1940 bei der United States Antarctic Service Expedition (1939–1941). Der Falkland Islands Dependencies Survey nahm 1948 eine neuerliche Vermessung vor und benannte ihn so nach dem markanten Granitbrocken, der die Landspitze dominiert.